# Erconholda erconvalda
Erconholda erconvalda är en fjärilsart som beskrevs av William Schaus 1928. Erconholda erconvalda ingår i släktet Erconholda och familjen tandspinnare. Inga underarter finns listade i Catalogue of Life.